# علی‌آباد (بیله‌سوار)
علی‌آباد (به ترکی آذربایجانی: Əliabad) یک منطقه مسکونی در جمهوری آذربایجان است که در شهرستان بیله‌سوار (جمهوری آذربایجان) واقع شده است. علی‌آباد ۱۱۵۶ نفر جمعیت دارد.